# Charlet Duboc
Charlet Duboc (Surrey, 6 de septiembre de 1984) es una periodista británica que trabaja como presentadora y productora de documentales en Vice News.  Duboc está especializada en reportajes culturales, de interés humano, de asuntos mundiales y satíricos, y cubre una gran variedad de contenidos en las plataformas digitales y televisivas de VICE. También ha escrito para The Guardian y apareció en CNN.

## Primeros años
Duboc nació en Surrey, Reino Unido, donde vivió hasta los 17 años. Se trasladó a Londres para cursar una licenciatura en Estudios Americanos con Cine en el King's College de Londres. Cautivada por Vice News, cuando era adolescente, dijo en una entrevista de 2013: «Incluso viajaba hasta Londres para conseguir un ejemplar de la revista. Me la llevaba a casa, la escondía de mi madre...»

## Carrera en VICE
Duboc comenzó en VICE en Londres como becario de redacción. Su primera oportunidad llegó cuando se le encargó la búsqueda de historias relacionadas con la moda. Descubrió que la primera semana de la moda en Islamabad, Pakistán, iba a celebrarse en las semanas siguientes. Como las semanas de la moda de Nueva York, Londres, París y Milán suelen dominar las noticias de moda, Duboc vio la oportunidad de cubrir otras semanas de la moda y explorar historias de identidad y cultura en todo el mundo. Le dieron el visto bueno y la convirtieron en la presentadora de un nuevo programa de VICE sobre el tema, llamado Fashion Week Internationale.